# 大森寛人
大森 寛人（おおもり ひろと、1991年3月6日 - ）は、三重県出身の俳優、声優、ナレーター。ジェイ・クリップ、リベルタ所属。斯々然々。劇団員。

## 人物
出典
以前は三木プロダクションに所属していた。
身長176cm。
趣味はバイク、買い物、動物鑑賞、ガンダム。特技は関西弁、三重弁、掃除。

## 出演作品

### テレビドラマ
- 水曜ミステリー9 / ドクターハート 薮田公介の事件カルテ（2014年、テレビ東京）
- 木曜ドラマF / 向かいのバズる家族（2019年、読売テレビ）
- 連続ドラマW / 引き抜き屋 〜ヘッドハンターの流儀〜（2019年、WOWOW）
- 相棒19 第13話（2021年、テレビ朝日） - 井村修
- 日曜の夜ぐらいは… 第1話（2023年、朝日放送テレビ） - タクシーの乗客
- 連続テレビ小説 / 虎に翼（2024年、NHK）
- 金曜ナイトドラマ / JKと六法全書 第3話（2024年、テレビ朝日） - 運び屋
- ナンバーワン戦隊ゴジュウジャー 第4話（2025年、テレビ朝日） - 桜庭 / リュウソウレッド

### テレビ番組
- THE突破ファイル（日本テレビ）

### 配信ドラマ
- 死ぬほど愛して（2025年、ABEMA）

### 映画
- アキラとあきら（2022年、東宝）
- 雪風 YUKIKAZE（2025年、ソニー・ピクチャーズ エンタテインメント）

### 舞台
- 東京パフォーマーズ倶楽部「双生児」（2012年）
- Kiramune Presents リーディングライブ「OTOGI狂詩曲」（2014年）
- 殿様ランチ短編集「軽い重箱」（2015年 - 2019年、2025年）
- 9-States（2015年）
  - わかれ道のリテラシー
  - どっちの山田ショー 超人ウルトラポートボール
- 劇団リウジは悪くない「嫁のまにまに。」（2015年）
- 大統領師匠「オランダ!!!!」（2016年）
- cineman：J.CLIP「終のすみか」（2017年）
- 斯々然々。
  - 「今月もやるか。」（2018年）
  - 「蛮からもん」（2019年）
  - 「今日、なんかあるぜ」（2020年）
  - 「他愛がねえ!」（2023年）
  - 「追憶の隅」（2023年） - 主演
- ファンファーレ「喜劇 新オセロ」（2018年）
- ファミリーアーツwithエムズクルー「マリアの首 幻に長崎を想う曲」（2021年）
- T Crossroad短編戯曲祭「花鳥風月 夏」（2022年）

### テレビCM
- 日本ケンタッキー・フライド・チキン 「BOX篇」
- SAPジャパン
- POLA
- ライオン hadakara
- NEC 「バイオイディオム篇」
- DHC 「肌コラーゲン篇」
- 麒麟麦酒 「ノンアルコール」
- JAL 「福岡線、大阪線篇」
- 小学館 「まんが日本の歴史」
- 日清食品 「汁なし担々麺」
- ヤマダ電機
- 柏屋
- 富士通 「UVANCE篇」
- doda
- アース製薬 「蚊取りお香」 - ナレーション
- Amazon Music ポッドキャスト「通勤時間は、耳活しよう。」多彩なジャンル篇（2023年）

### ラジオCM
- 西武鉄道
- サーモス
- 東京ガス
- 太田胃散

### WEB CM
- マイナビ
- Google Pay 「商談篇」
- レノバ 「ベトナム篇」
- 三井住友カード

### VP
- アクサ生命保険
- 住友不動産
- 西川ふとん
- ミス・インターナショナル アワード
- ヒューレット・パッカード
- サッポロ生ビール黒ラベル
- IHI

### ゲーム
- GALTIA
- 富士急ハイランド 「脱出アドベンチャー絶望要塞」 - ナレーション、主人公

### MV
- 五月雨式ですみません

### WEB
- ボルタレン 「社内発表会」

### 吹き替え
- クリミナル・マインド FBI行動分析課
- ビューティフル・マインド
- HOMELAND

### その他
- Sony Music 菅田将暉